# Грей, Роки
Роки Грей (англ. Rocky Gray; род. 2 июля 1974, Джэксонвилл, Арканзас, США) — американский рок-музыкант, гитарист и барабанщик. Участник многих групп, в основном в жанрах христианского хардкора и христианского метала.

## Биография
В качестве гитариста был членом многих коллективов, в основном исполнявших хардкор. Один из основателей группы Shredded Corpse. После её распада вместе с Дэвидом Срочински основал группу Soul Embraced, где изначально играл на гитаре. В 2002 году присоединился к группе Evanescence в качестве барабанщика. Автор песни «Tourniquet», написанной для Soul Embraced, но также исполнявшейся Evanescence и вошедшей в альбом Fallen. Покинул группу в 2007 году в знак протеста против увольнения его друга, гитариста Джона Лекомпта. Вместе с Джоном они сформировали группу Machina, в которой Грей играет на барабанах. Кроме того, Роки продолжает играть в Soul Embraced, где перешёл на барабаны. Грей также сотрудничал с группой Living Sacrifice в начале 2000-х, а в 2008 году вернулся в эту группу. С июня 2009 года является барабанщиком группы We Are The Fallen.